# Chrysopodes (Neosuarius) poujadei
Chrysopodes (Neosuarius) poujadei is een insect uit de familie van de gaasvliegen (Chrysopidae), die tot de orde netvleugeligen (Neuroptera) behoort. 
Chrysopodes (Neosuarius) poujadei is voor het eerst wetenschappelijk beschreven door Navás in 1910.